# Kevin McCrimmon
Kevin Mor McCrimmon (* 1941) ist ein US-amerikanischer Mathematiker.
McCrimmon wuchs in Champaign-Urbana auf. 1960 erhielt er seinen Bachelor-Abschluss am Reed College in Portland und wurde 1965 bei Nathan Jacobson an der Yale University promoviert (Norms and Noncommutative Jordan Algebras). 1964/65 war er für ein Algebra-Jahr an der University of Chicago, wo neben Nathan Jacobson die Algebraiker Abraham Adrian Albert, Irving Kaplansky, Israel Herstein, Shimshon Amitsur, Daniel Zelinsky, Richard Schafer und Paul Cohn unterrichteten. Als Post-Doktorand war er am MIT bei Richard Schafer und war dort 1966 Moore-Instructor. Ab 1967 war er an der University of Virginia, wo er 1968 Associate Professor und 1972 Professor wurde. 1972 bis 1975 stand er der Mathematikfakultät vor. 1968 erhielt er ein Forschungsstipendium der Alfred P. Sloan Foundation (Sloan Research Fellowship).
Er befasst sich mit Jordan-Algebren. 1966 führte er quadratische Jordanalgebren ein.
1974 war er Vortragender auf dem Internationalen Mathematikerkongress in Vancouver (Quadratic methods in nonassociative algebras). 1977 war er mit einem Humboldt-Forschungspreis an der Universität Münster bei Max Koecher. 1984 war er Gastwissenschaftler in München bei Kurt Meyberg und 1990 in Ottawa, Bombay und Oxford. Seit 1982 ist er auch Ko-Organisator von Konferenzen zu Jordanalgebren in Oberwolfach. 2017 wurde er Fellow der American Mathematical Society.

## Schriften
- mit  Richard D. Schafer: On a class of noncommutative Jordan algebras, Proceedings of the National Academy of Sciences USA, Band 56, 1966, S. 1–4
- A general theory of Jordan rings, Proceedings of the National Academy of Sciences USA, Band 56, 1966, S.  1072–1079
- The radical of a Jordan algebra, Proceedings of the National Academy of Sciences USA, Band 62, 1969, S. 671–678
- The Freudenthal-Springer-Tits constructions of exceptional Jordan algebras, Transactions of the American Mathematical Society, Band 139, 1969, S.  495–510
- On Herstein's theorems relating Jordan and associative algebras, Journal of Algebra, Band 13, 1969, S. 382–392.
- Noncommutative Jordan rings,  Transactions of the American Mathematical Society, Band 158, 1971, S.  1–33.
- Inner ideals in quadratic Jordan algebras, Transactions of the American Mathematical Society, Band 159, 1971, S.  445–468.
- Jordan algebras and their applications, Bulletin of the American Mathematical Society, Band 84, 1978, S. 612–627
- mit Leslie Hogben: "Maximal modular inner ideals and the Jacobson radical of a Jordan algebra, Journal of Algebra, Band 68, 1981, S. 155–169.
- mit Efim Zelmanov: The structure of strongly prime quadratic Jordan algebras,  Advances in Mathematics, Band 69, 1988, S. 133–222.
- A taste of Jordan algebras, Springer 2006